# 더 트리
《더 트리》(영어: The Tree)는 프랑스, 오스트레일리아 등이 합작한 2010년 드라마 영화이다.

## 줄거리
아빠가 운전 중 심근 경색을 일으켜 집 근처에 심어진 거대한 바니안나무의 몸통에 차를 박고 세상을 떠난 후 8살 소녀는 아빠가 이 나무의 잎사귀를 통해 자신에게 속삭이며 말을 걸고 있다고 믿게 된다.

## 출연진
- 샤를로트 갱스부르 - 돈 역
- 마턴 초카시 - 조지 역
- 에이든 영 - 피터 역
- 모가나 데이비스 - 시몬 역
- 크리스천 바이어스 - 팀 역
- 질리언 존스 - 보니 역